# Van Hool A330T
Il Van Hool A330T è un modello di filobus prodotto da parte della società belga Van Hool di Lier.

## Produzione e utilizzo
Il modello è diffuso e utilizzato in molte città europee. In Italia è impiegato nella filovia di Chieti dal 2009, con 5 unità, e a partire dal 2012 nella città di Lecce, dove sono presenti 12 esemplari. Dal 2016 è utilizzato anche a Cagliari, dove circolano 10 unità provviste di motogeneratore diesel, e 4 con accumulatore, per un totale di 14 esemplari.